# Sávio Moreira de Oliveira
Sávio Moreira de Oliveira (n. 10 aprilie 2004, São Mateus, Espírito Santo, Brazilia), cunoscut sub numele de Sávio sau Savinho, este un fotbalist brazilian, care joacă pe post de atacant la Manchester City în Premier League. Pe plan internațional, are prezențe la națională pentru Brazilia.

## Cariera la cluburile de fotbal

### Primii ani
Născut în São Mateus, Espírito Santo, Sávio s-a alăturat formației de tineret a lui Atlético Mineiro în 2018. A semnat primul său contract profesionist pe 18 iunie 2020, acceptând un contract de trei ani cu o clauză de eliberare de 60 de milioane de euro. 

### Atlético Mineiro
Pe 19 septembrie 2020, Sávio și-a făcut debutul profesionist pentru Atlético, jucând în ultimele zece minute ale victoriei în deplasare a echipei cu 4–3 împotriva lui Atlético Goianiense în Série A.  Pe 19 mai 2022, a marcat primul său gol ca profesionist, ultimul într-o victorie cu 3-1 în Copa Libertadores pe teren propriu împotriva lui Independiente del Valle. 

### Troyes
La 30 iunie 2022, Atlético a anunțat un acord cu City Football Group pentru transferul lui Sávio, stabilit la 6,5 milioane de euro, cu alte 6 milioane de euro în variabile. Inițial a fost repartizat la Troyes. 

#### Împrumut la PSV
Pe 22 iulie 2022, Sávio s-a alăturat lui PSV împrumutat pentru sezonul 2022-2023. 

#### Împrumut la Girona
La 13 iulie 2023, Sávio s-a mutat la Girona, sub formă de împrumut, pentru sezonul 2023-2024. 

## Cariera internațională
Sávio a fost membru al echipei Braziliei U15 caștigătoare a Campionatului Sud-American U-15 din 2019, marcând patru goluri.

## Palmares
Atlético Mineiro
- Campeonato Brasileiro Série A: 2021
- Copa do Brasil: 2021
- Campeonato Mineiro: 2020, 2021, 2022
- Supercopa Braziliei: 2022

PSV
- Cupa KNVB: 2022–23 [8]
- Johan Cruyff Shield: 2022 [9]

Brazilia U15
- Campionatul sud-american U-15: 2019